# Quincunx

Quincunx-Anordnung

Portugiesischer Wappenschild

Quincunx ist der Name der Anordnung von fünf Punkten, wie sie üblicherweise auf Würfeln, Spielkarten oder Dominosteinen zu finden sind. Der Name leitet sich von einer römischen Münze ab.
Der Quincunx hatte fünf Wertpunkte geprägt, daher steht das Wort auch für zwei Begriffe:
- Fünf Punkte
- Fünf Zwölftel – in der Astrologie nennt man so einen Aspekt von 150° (5/12 eines Vollkreises von 360°)

## Die Münze
Das Wort kommt von lateinisch quinque (dt. fünf) und uncia (dt. Unze), einer Münzeinheit von einem Zwölftel As. Die eher seltene Münze hatte also einen Wert von 5/12 As und diente als Ausgleichsmünze zu der Währung ostitalischer Stämme, deren Münzsystem dezimal geteilt war. Sie wurde in der zweiten Hälfte des 3. Jahrhunderts in Apulien, etwa in Luceria und Venusia als Bronzemünze geprägt.
Die Uncia hatte einen Wertpunkt geprägt, der Quincunx fünf.

## Das Muster

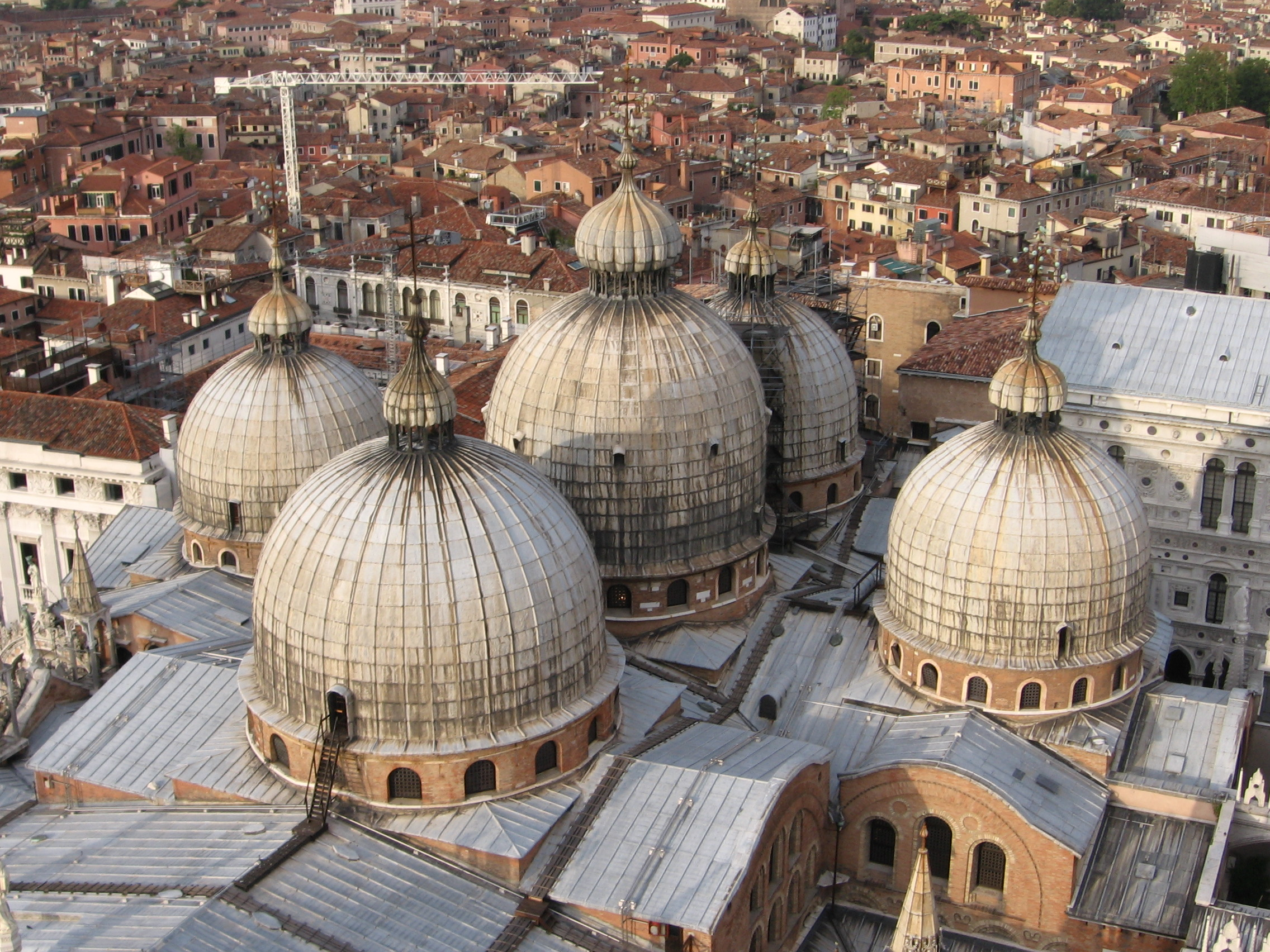
Die Kuppeln des Markusdoms in Quincunx-Anordnung – Blick vom Campanile San Marco

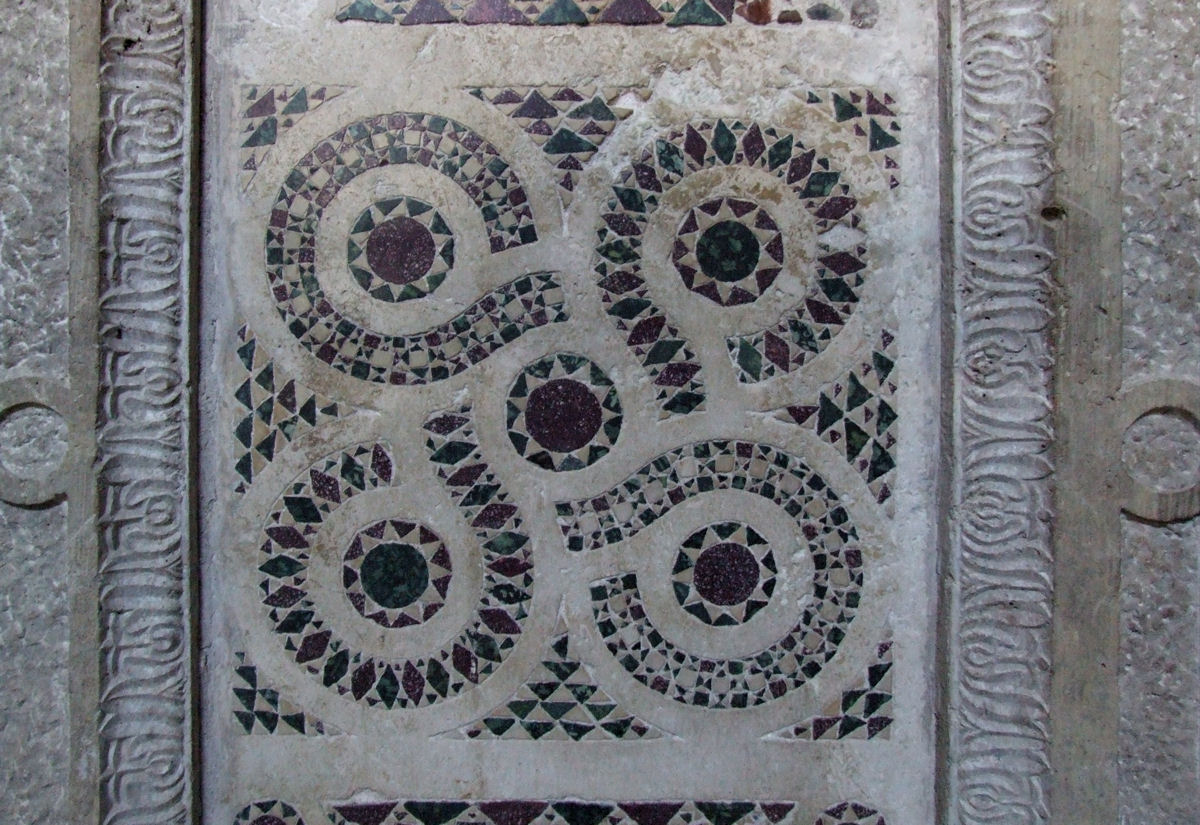
Das Quincunx-Design ist ein grundlegendes Muster der Intarsienarbeiten der Kosmaten

Das Quincunx-Muster ist eine in vielen Kulturen zu findende, intuitiv einfache Anordnung von fünf Punkten.
Es findet in diverse philosophischen Betrachtungen Eingang:
- In der Zahlensymbolik der Pythagoreer drückte es die besondere Bedeutung der Zahl Fünf aus.
- Es findet sich auch im chinesisch 河圖洛書, Pinyin hétúlòshū – „Ho-Fluss-Bild und Lo-Fluss-Aufzeichnung“, einem zentralen Diagramm der chinesischen Fünf-Elemente-Lehre, das schon im 洪範,  Hóng fàn – „Der Große Plan“, einem auf das erste vorchristliche Jahrhundert zurückgehenden philosophischen Traktat des Buchs der Urkunden zu finden ist, und symbolisiert ein Zentrum und vier Himmelsrichtungen.[4]
- Es wird als Verweis auf die Passion Christi verstanden (vgl. griech. Buchstabe Χ)

Das Muster fand und findet in verschiedenen Bereichen Anwendung:
- Quincunx war die Standard-Formation in den römischen Legionen. Diese Legions-Quincunces wurden in der Treffentaktik weiter gestaffelt und ergaben eine seinerzeit unübertroffene Bewegungsfreiheit im Feld
- In der Gartenkunst, besonders im formalen Garten (Barockgarten), kommt die Baumpflanzung auch über einem Grundrissraster in Quincunx-Anordnung vor.
- Ein Grundrisstypus, z. B. bei byzantinischen Kreuzkuppelkirchen (z. B. San Marco in Venedig, Hosios Lucás in Griechenland) und in der sakralen Barockarchitektur (z. B. S. Carlo ai Catinari in Rom, Konviktskirche in Ehingen, Kollegienkirche in Salzburg), insbesondere bei Universitätskirchen, wobei die Anräume für die Fakultäten der Universitäten standen.
- Ein grundlegender Designtyp der Intarsienarbeiten der Kosmaten.
- Als Kreuzform, mit Armen verbunden, nennt man es Kolbenkreuz (auch Apfelkreuz, mit zentralem Medaillon), und es ist eine gebräuchliche Form romanischer oder gotischer Altar- und Votivkreuze, und auch später in christlichen Formenschatz verbreitet[5]
- In der Computergrafik ist Quincunx ein mögliches Muster zur Verteilung von Abtastpositionen beim Antialiasing.
- Das Muster ist auf der Flagge der Salomonen (engl. Solomon Islands) zu finden.
- Das Quincunx-Muster findet sich auch im Wappen des südwestdeutschen Adelschlechts der Sickinger.

## Verwendung in der Architektur
Das sogenannte Mailänder Schema bezeichnet in der Architektur einen Grundrissplan, der das geometrische Prinzip der quincunx aufgreift. Dabei wird die Grundrissgestalt eines griechischen Kreuzes mit Zentralkuppel so in ein Grundquadrat einbeschrieben, dass der Grundriss in den Diagonalachsen, zwischen den Kreuzarmen, durch vier Nebenkuppelräume erweitert wird.
Die Bäume auf der Place des Quinconces in Bordeaux sind nach dem Prinzip der quincunx angeordnet.